# پاکو آلکاسر
فرانسیسکو «پاکو» آلکاسر گارسیا (اسپانیایی: Francisco "Paco" Alcácer García‎؛ زادهٔ ۳۰ اوت ۱۹۹۳) بازیکن فوتبال اهل اسپانیا است که برای باشگاه فوتبال الشارجه امارات بازی می‌کند.
وی همچنین در تیم ملی فوتبال اسپانیا بازی کرده و سابقهٔ بازی در همهٔ رده‌های سنی تیم ملی اسپانیا را دارد.
پاکو در تابستان ۲۰۱۸ با مبلغ ۳۰ میلیون یورو به مدت پنج سال به باشگاه فوتبال دورتموند ملحق شد.

## آغاز دوران حرفه‌ای
آلکاسر فوتبال حرفه‌ای را از تیم جوانان والنسیا آغاز کرد و در فصل ۲۰۱۰–۲۰۱۱ به تیم اصلی راه یافت. در این مدت، او ۴۳ گل در ۱۱۸ بازی برای والنسیا به ثمر رساند. در فصل ۲۰۱۲–۲۰۱۳ به صورت قرضی به ختافه پیوست و پس از بازگشت، به یکی از مهاجمان اصلی والنسیا تبدیل شد.